# Feminismo dalit

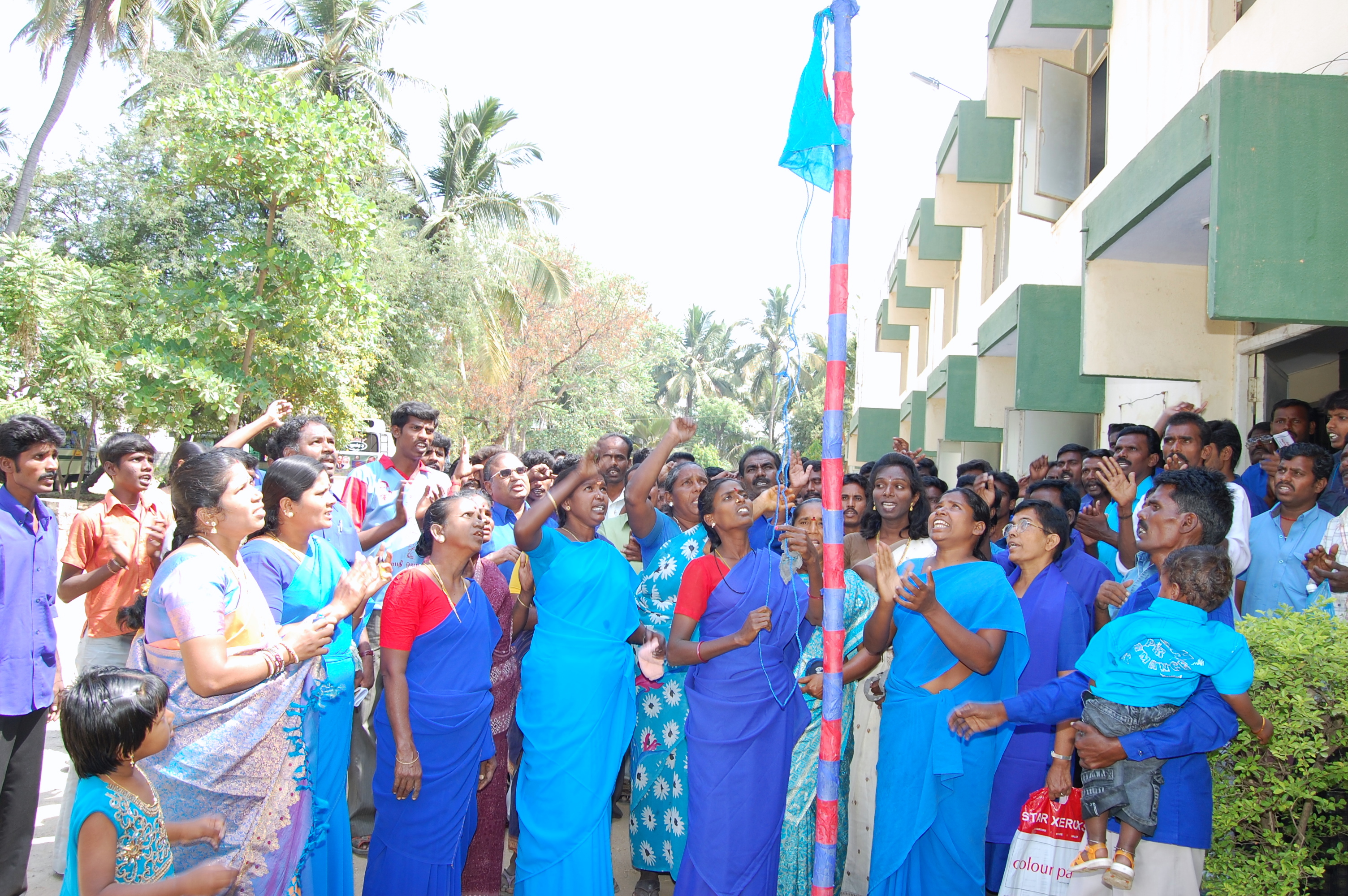
Conferencia sobre el empoderamiento de las mujeres de Aathi Thamilar Peravai en Salem, Tamil Nadu, 2009.

El feminismo dalit es una perspectiva feminista que cuestiona las castas y los roles de género entre la población dalit, en el marco del feminismo y el movimiento de mujeres en general. Las mujeres dalit (o intocables) viven principalmente en Asia del Sur, en países como Bangladés, India, Nepal, Pakistán y Sri Lanka. Las mujers dalit hacen frente a mayores desafíos que las mujeres en castas superiores de estos países. Es más probable que sean pobres, sin educación y socialmente marginadas. Las feministas dalit abogan por la igualdad de derechos para las mujeres dalit en función del género, la casta y otras asuntos. Dirigen conferencias, crean organizaciones y ayudan a elegir a otras mujeres dalit para cargos políticos.

## Trasfondo
Las mujeres dalit forman parte de un grupo de personas marginadas conocidas oficialmente como castas registradas en la India, aunque también hay mujeres dalit en Nepal, Pakistán, Bangladés y en Sri Lanka. En Nepal, las dalit representan el 13,2% de la población. La mayoría de las dalit en Pakistán viven en la región de Punjab, según un censo de 1998. En general, las mujeres dalit constituyen el grupo de personas "más grande socialmente segregado" del mundo, con el 2% de la población mundial. También tienden a vivir en la pobreza, y muchas son analfabetas. Sufren la opresión no solo por parte de los hombres de castas superiores, sino también por parte de los hombres de su misma casta. Además, existe una jerarquía entre los grupos dalit, con algunos dalit en posiciones más altas en la escala social que otros.
Las mujeres dalit se enfrentan a tasas de violencia más altas, incluidos tipos de violencia que se aplican específicamente a ellas. Algunos tipos de prostitución forzada, como el sistema devadasi o jogini, están reservados específicamente para las mujeres dalit. Además, las víctimas de violencia y sus familias a menudo no conocen sus derechos o no están informadas de ellos. La policía puede presentarse cuando una mujer dalit denuncia un ataque violento, pero no investigar o tomar medidas para responsabilizar al autor. La violencia sexual contra las mujeres dalit se considera "un fenómeno regular y rutinario de opresión", según Kiran Kumar Boddu y Siva Nagaiah Bolleddu, en un artículo publicado en el English Studies International Research Journal. La sexualidad dalit ha sido "construida como desviada" por las castas más altas debido al estatus de casta inferior de las mujeres dalit. Sus cuerpos fueron considerados "sexualmente disponibles" por los colonos británicos. En Nepal, un estudio realizado en 2013 encontró que el 50.6% de las mujeres dalit se enfrentaban a formas diarias de violencia, incluidos abusos físicos y sexuales. Además, muchas dalit nepalíes deben adherirse a la práctica de Chhaupadi (tradición que prohíbe a las mujeres hindúes participar de las actividades familiares durante la menstruación al considerarlas "impuras"). En Pakistán, se enfrentan a secuestros y conversión forzosa al islam.
Históricamente, el movimiento por los derechos dalit se ha centrado más en los hombres y los temas de las mujeres dalit a menudo han sido ignorados por el feminismo en India. Las mujeres dalit han criticado al más numeroso movimiento de mujeres en India, mayormente dirigido por mujeres de clase media y alta, por ignorar los problemas que ellas enfrentaban de forma única. Las académicas feministas en India también han ignorado los problemas de casta que enfrentan las mujeres dalit. Según expresa Swaroopa Rani, las feministas indias veían a todas las mujeres como iguales, y por lo tanto consideraban que se enfrentaban a los mismos problemas. Las feministas dalit desafían esta idea.

## Historia

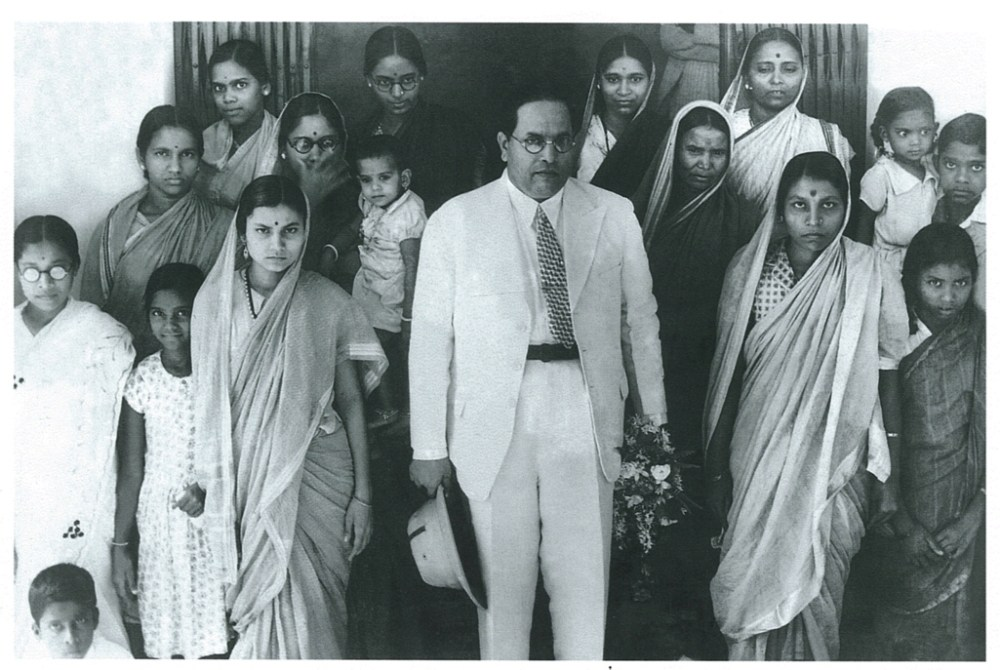
Dr. Babasaheb Ambedkar con mujeres delegadas de la Federación de Castas Programadas durante la Conferencia de la Federación el 8 de julio de 1942 en Nagpur.

### India
En la década de 1920, las mujeres dalit estaban activas en movimientos anti-casta y anti- intocables. Participaron en el movimiento no brahman en la década de 1930. Estas primeras organizaciones ayudaron a aprobar resoluciones contra temas como el matrimonio infantil, las dotes y la viudez forzada.
En 1942, 25,000 mujeres dalit asistieron a la Conferencia de Mujeres de todas las clases deprimidas de India en Nagpur. El presidente de la conferencia, Sulochanabai Dongre, abogó por el control de la natalidad. Durante la conferencia, se aprobaron resoluciones que abogaban por el derecho de las mujeres al divorcio, se denunció poligamia, las mejoras a las condiciones laborales, la participación de las mujeres en la política y la educación de las mujeres en las clases más bajas.
También participaron en movimientos sociales de los años 70 y principios de los 80. En la década de 1970, las autobiografías de las vidas y experiencias de las mujeres dalit comenzaron a publicarse. Muchas de estas mujeres fueron inspiradas por Babasaheb Ambedkar. El pensamiento feminista dominante en la India durante los años 80 y 90 comenzó a reconocer los problemas relacionados con la casta. Este fue un marcado cambio de los diversos movimientos feministas en los años 70 y 80 que no abordaron los problemas de casta.
La primera reunión nacional de mujeres dalit se realizó en Bangalore en 1987. En la década de 1990, se formaron varias organizaciones creadas por mujeres dalit, como la Federación Nacional de Mujeres Dalit y el Foro de todas las mujeres Dalit de India junto con varios grupos de nivel. Las dalit tuvieron el cuidado de expresar que este tipo de organizaciones no debían ser divisivas o separatistas, y que existía la necesidad de alianzas continuas con hombres dalit y mujeres no dalit. Sin embargo, también sintieron que necesitaban hablar por sí mismas.
Las mujeres dalit enviaron delegadas a la Conferencia Mundial contra el Racismo de 1993 y a la Conferencia Mundial sobre la Mujer en 1995. En preparación para la Conferencia Mundial sobre la Mujer en Pekín, celebraron una conferencia nacional en Dehli. Para la Conferencia Mundial contra el Racismo 2001, abogaron por que se agregue la discriminación basada en la casta al lenguaje contra el racismo. Agregarlo pondría presión global sobre el gobierno indio. Sin embargo, en la coalición con los Estados Unidos, la cláusula para prevenir la discriminación contra las mujeres dalit se eliminó en 2001. A pesar de eso, la cobertura internacional dio finalmente a la discriminación basada en la casta reconocimiento mundial.
En 2002, se creó Khabar Lahariya, el primer periódico escrito por y para mujeres dalit. Khabar Lahariya se centra en los problemas de la comunidad dalit en sus propios idiomas. El periódico ganó un premio de alfabetización de la Unesco en 2009.
Las mujeres dalit participaron en las críticas de Nueva Política Económica (NEP) en el Foro Social Asiático de 2003 y el Foro Social Mundial (FSM) en 2004. En 2007, un panel compuesto por mujeres de África y Asia del Sur llamado "Combatir la discriminación basada en la casta y la ascendencia y descendencia en África y Asia" estuvo discutiendo en el FSM.
En marzo de 2006, se celebró en Nueva Delhi la primera Conferencia Nacional sobre Violencia contra las Mujeres Dalit. Esta conferencia aprobó la "Declaración de Delhi", que establecía cómo las mujeres dalit enfrentaban "las disparidades en la prevalencia de la violencia, pobreza y enfermedad" y describía la forma en que las castas dominantes eran responsables de estas disparidades. En noviembre de 2006, se celebró en La Haya la Conferencia Internacional sobre los Derechos Humanos de las Mujeres Dalit. La conferencia no solo abordó la violencia contra las mujeres dalit, sino que también discutió sus propias identidades y creó un sentido de solidaridad grupal. Las dalit reconocieron que tenían una identidad forjada en "luchas múltiples". La conferencia no solo solicitó la creación de leyes para proteger los derechos humanos de las mujeres dalit, sino también que estas leyes se cumplan debidamente o sean implementadas. También en 2006, se creó la idea del "dalitismo femenino".

### Nepal
Las mujeres dalit en Nepal enfrentan muchos de los mismos problemas que las dalit indias. A lo largo de Nepal, posterior a 1990, el movimiento de mujeres se vio afectado por políticas turbulentas. La feminista nepalí, Durga Sob, creó la Organización Feminista Dalit (FEDO, por sus siglas en inglés) en 1994. Para 2010, FEDO tenía alrededor de 40,000 miembros y trabajó para enviar a niñas dalit a la escuela y brindar capacitación y clases para las adultas. Los partidos políticos de mujeres, aunque marginados, han ayudado a impulsar los problemas de los derechos de las mujeres en Nepal. Sin embargo, estos partidos están dominados por mujeres de casta superior. Las mujeres de casta inferior han criticado los esfuerzos del partido y han señalado que no todas las mujeres nepalíes enfrentan los mismos problemas. FEDO ha estado involucrado en ayudar a las mujeres dalit en Nepal a involucrarse más en la política. En 2014, una conferencia organizada por FEDO y celebrada en Katmandú atrajo a cientos de mujeres dalit e incluyó a ponentes de las Naciones Unidas, como Ziad Sheikh, Coordinadora Residente de los Derechos Dalit.

### Pakistán
Las mujeres dalit en Pakistán están menos sujetas a problemas de casta, pero como la mayoría forma parte de una religión minoritaria en el país, son perseguidas debido a sus antecedentes religiosos. Sin embargo, esto no significa que no exista discriminación basada en la casta. La primera senadora dalit en Pakistán, Krishna Kumari Kohli, fue elegida en 2018.

## Actualidad
En la actualidad, activistas como Ruth Manorama trabajan en acciones legales y políticas para empoderar a las mujeres dalit. Manorama ha hablado acerca de cómo las leyes destinadas a proteger a las mujeres en las castas y tribus registradas están mal implementadas. A menudo se ignoran las quejas e informes presentados por las mujeres dalit. Además, Asha Kowtal de All India Dalit Mahila Adhikar Manch (AIDMAM) dice que India está "obstaculizando cualquier discusión sobre la casta". AIDMAM, junto con el Centro de Estudios de la Mujer Krantijyoti Savitribai Phule (KSPWSC), celebró una conferencia de 2017 llamada "Dalit Women Speak Out" que atrajo a unos 450 delegados y participantes. AIDMAM presentó testimonios de violencia de género y basada en la casta en la 38.ª sesión del Consejo de Derechos Humanos de las Naciones Unidas en 2018. El informe, titulado Voces contra la impunidad de casta: narraciones de mujeres dalit en la India y presentado a las Naciones Unidas (ONU), fue el primer informe sobre la violencia contra las mujeres basada en la casta entregado a la ONU.

## Literatura
La literatura de las mujeres dalit "es un intento de articular voces no escuchadas y no dichas". La escritura de las mujeres dalit aporta temas de identidad de casta a la literatura feminista. Del mismo modo, las descripciones válidas de las experiencias de mujeres dalit se han pasado por alto en la escritura de los hombres dalit. Traducciones de literatura dalit al inglés han sido hechas en gran parte por personas ajenas a la experiencia dalit, y la autora y traductora, Meena Kandasamy, ha identificado esto como un problema, ya que a menudo se pasan por alto importantes matices del lenguaje. Kandasamy también ha discutido cómo, dado que muchos de estos trabajos tratan con la política, no se consideran verdadera literatura.
Destacadas escritoras de literatura dalit en el idioma télugu incluyen a Challapalli Swaroopa Rani, Joopaka Subhadra, Jajula Gowri, Swathy Margaret y Gogu Shyamala. Estas escritoras han usado principalmente poesía, cuentos, ensayos y más para desafiar las formas intersectoriales de opresión que enfrentaron.